# Morane-Saulnier MS.755 Fleuret
Le Morane-Saulnier MS.755 'Fleuret' est un biplace d'entraînement de 1953 construit par Morane-Saulnier.
Le MS.755 est issu des plans dessinés par le responsable technique de chez Morane-Saulnier, l'ingénieur des Arts et Métiers Paul-René Gauthier,.

## Culture populaire
Brigitte Bardot et Charles Boyer ont piloté un MS.755, dans Une Parisienne.

## Cessna A37/T37 DRAGONFLY

### Développement lié
- Morane-Saulnier MS.760 Paris

### Aéronefs comparables
- Fouga Magister

## Référence